# Bairro dos Corações
Bairro dos Corações é um bairro angolano da cidade de Moçâmedes‎, a capital da província de Namibe.